# Nordpfeil

Beispieldarstellung eines Nordpfeils

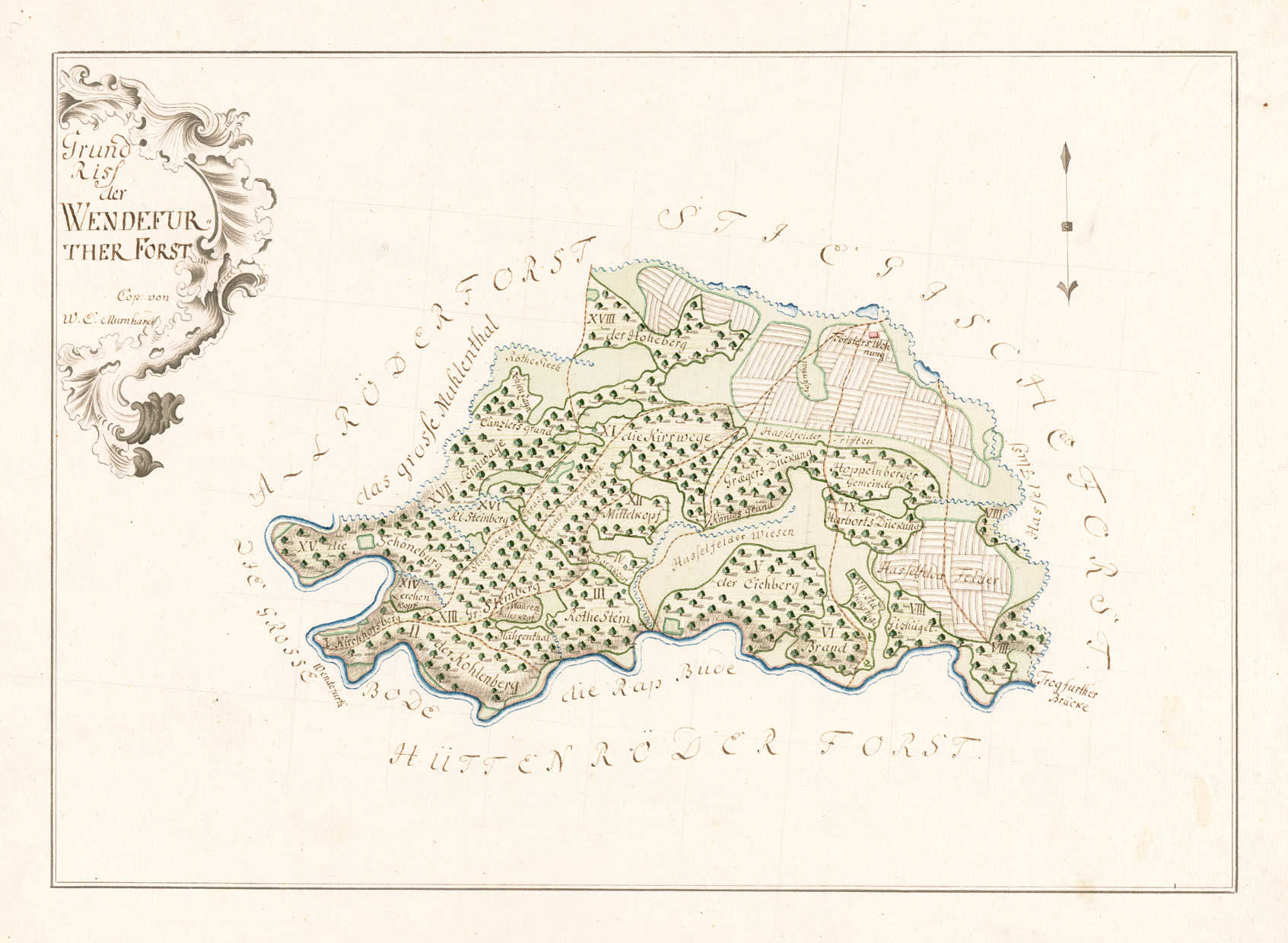
Eine gesüdete Inselkarte mit Nordpfeil

Der Nordpfeil bezeichnet einen Pfeil, der zum geografischen Nordpol weist, und zum Einnorden einer Karte oder eines Planes verwendet werden kann. Er orientiert das Bild der Karte in Bezug auf die Haupthimmelsrichtungen.
Typischerweise wird der Nordpfeil auf Inselkarten (zum Beispiel Flurkarten) und Lageplänen eingetragen. Auch auf Grundrisszeichnungen von Gebäuden ist i. d. R. ein Nordpfeil zu finden.
Da Rahmenkarten in der Regel genordet sind und bei Gradabteilungskarten der linke, auch rechte Kartenrand jeweils mit einem Meridian zusammenfällt, ist hier der Nordpfeil entbehrlich. Das gilt auch für den Fall, wo neben einem geodätischen Gitter zusätzlich Meridiane (meist farblich hervorgehoben) angelegt sind.

## Verwechslungsgefahr
Die Bezeichnungen „geografisch Nord“ (auch „rechtweisend Nord“ genannt), „magnetisch Nord“ und „Gitternord“ sollten nicht verwechselt werden, da es unterschiedliche Richtungen mit teilweise variablen Werten sind.